# Margarida Maria Pompéia Gioielli
Margarida Maria Pompéia Gioielli (1944 – 5 de janeiro de 2022) foi uma psicóloga e escritora brasileira.

### Vida
Era conhecida e assinava seus livros como Magui. 
Nasceu em 1944, filha do professor emérito do Instituto Tecnológico de Aeronáutica, Paulus Aulus Pompeia, e da a assistente social Wanda Mattos Pimenta Pompéia. Magui foi a terceira entre doze irmãos, e brincava de ensinar aos mais novos. Trabalhou pela educação de crianças, na ONG Aldeias Infantis SOS e na Associação Labor Educacional, desde a fundação dessas entidades. Mãe de quatro filhos, também foi autora de diversos livros infantis e de educação.

Magui formou-se em psicologia na Pontifícia Universidade Católica de São Paulo. Participou do projeto Aldeia SOS em Rio Bonito desde a formação, em 1982, do projeto até perto de 2007[1]. Esse projeto faz parte de uma organização austríaca, iniciada em 1949 por Hermann Gmeiner. Segundo Helena Cruz,
"(...) nos primeiros anos de funcionamento a Aldeia do Rio Bonito desenvolveu seu projeto inspirada na proposta de Herman Gmeiner, porém não pertencia à organização internacional das Aldeias e os pilares da instituição foram sendo construídos, principalmente, com as práticas dos primeiros responsáveis, notadamente Karin Essler e Margarida Gioielli, as tias Karin e Magui, quase sempre presentes nos relatos de adultos que foram lá criados, nessa época."
Sua participação é lembrada por uma das atendidas da Aldeia, como:
"(...) tia Magui era bacana. Ela conversava muito com a gente, ela tentava, ela era atacadinha, ela era uma super mãe assim, ela dava bronca, colocava de castigo, mas ela brigava muito por causa da gente, isso era muito legal..”.
Em 1991 é fundada a Associação Educacional Labor, uma instituição sem fins lucrativos, que propõe uma proposta pedagógica diferenciada visando evitar a evasão escolar de crianças com histórico de fracasso escolar. Magui participa dessa iniciativa, formando professores e participando da Proposta Pedagógica Labor. A Labor também atuava na Aldeia SOS em Rio Bonito e a Labor Escola de Primeiro Grau Hermann Gmeiner.

Como autora, Magui escreveu livros diversos livros infantis, com finalidade educativa e de transmissão de valores. Iniciou com histórias para crianças em 1970, na antiga Revista Recreio, da Editora Abril. Segundo o site da Associação Educacional Labor,
"As histórias de Magui podem ser usadas por pais e educadores para contribuir na formação de valores importantes e de habilidades sócio-emocionais de crianças e adolescentes."
Em 2008 foi co-signatária da Carta de Princípios Nacional da Rede Românticos Conspiradores, que prega uma educação baseada nos princípios de Integralidade, Solidariedade, Diversidade, Realidade, Democracia e Dignidade.

### Morte
Desde 2019, Magui desenvolveu uma doença nos nervos motores e piorou gradativamente. Ela morreu em 5 de janeiro  de 2022, aos 77 anos.

### Livros da autora
- 2021 - Luiz Gama, a saga de um libertador[8]
- 2021 - Educação - Fascínio e Responsabilidade[9]
- 2019 - Contos e historias quase verdadeiras[10]
- 2019 - Contos Diversos[11]
- 2019 - Itiro[12]
- 2019 - Sessões ou secções de psicanálise[13]
- 2019 - Jesse Owens[14]
- 2018 - O valor do homem[15]
- 2017 - Karin: Uma história verdadeira[16]
- 2016 - Contação de Estórias para Ouvidores de Causos[17]
- 2016 - De Letra em Letra[18]
- 2016 - A Maior Coragem[19]
- 2016 - No jardim de Margarida[20]
- 2014 - Contos de Natal[21]
- 2014 - A Vida de José de Anchieta para Crianças[22]